# Binnenschepenwet
In de binnenschepenwet van 30 september 1981 wordt beschreven waar een binnenschip op de Nederlandse binnenwateren aan moet voldoen qua bouw, uitrusting en inrichting. Hiermee worden de arbeidsomstandigheden en veilige vaart voor de beroepsvaart geregeld.

## Geschiedenis
De wet werd in 1981 door toenmalig staatssecretaris  Neelie Kroes van Verkeer en Waterstaat door de Tweede Kamer geleid.
Op 1 juli 2009 is de Binnenschepenwet vervallen, en vervangen door de Binnenvaartwet.